# Léa Peckre
Léa Peckre, née le 20 juillet 1984 à Paris, est une créatrice de mode française. Elle est la fondatrice de la marque du même nom. Elle est la gagnante 2011 du Grand Prix du jury L'Oréal Professionnel du Festival international de mode et de photographie d'Hyères.

## Biographie
La mère de Léa Peckre est productrice et son père directeur photo.
Après avoir passé un BT arts appliqués en céramique,, Léa Peckre intègre en 2004 l'école de La Cambre à Bruxelles. En 2008, durant sa quatrième année, elle est repérée par Jean Paul Gaultier, président du jury 2008 chargé d'évaluer les collections des étudiants en quatrième et cinquième année. Elle intègre le studio de création haute couture de la maison Jean Paul Gaultier puis celui de la maison Givenchy, à la suite de quoi elle reprend ses études. En 2008 Léa Peckre gagne le Grand Prix de la Création de la ville de Paris.
En 2010, Léa Peckre est alors diplômée de l’école, major de sa promotion, et reçoit le Rue Blanche Award (distinction décernée par l'école au meilleur élève). Elle reçoit la même année le Grand Prix "Fashion Weekend Knack". Une fois son diplôme reçu, elle intègre pendant un an le studio de création chez Isabelle Marant. C’est durant cette période, en 2011, qu’elle participe au concours du Festival d’Hyères et y gagne le Grand Prix du Jury (présidé cette année-là par Raf Simons) avec sa collection « Les cimetières sont des Champs de Fleurs ».
Un an plus tard, en 2012, elle présente dans la même villa Noailles une collection capsule,. L'actrice Agathe Bonitzer s'est présentée durant la 66e Édition du festival de Cannes à l'avant-première de The Immigrant  dans une robe issue de cette collection. L'actrice est une des deux mannequins de la vidéo promotionnelle de la collection automne-hiver 2013-2014 « Flowers are born in shadows ».
En 2012 elle crée la marque qui porte son nom et devient directrice artistique de la nouvelle marque de maroquinerie De Gris,.
En 2013, la créatrice s'associe avec la designer textile allemande Elisa Strozyk pour l'exposition Futurotextile 3,. Elles créent ensemble une robe baptisée Wooden Textile Dress dans le textile emblématique développé par la designer constitué de modules en bois découpés au laser puis collés sur un tissu.
Elle est également professeure aux Arts décoratifs de Paris.
Le 3 mars 2014, elle présente pour l'automne-hiver 2014-2015 une collection capsule pour la marque de lingerie Lejaby à l'Hôtel Salomon de Rothschild.
Le 23 septembre 2014, elle présente pour le printemps-été 2015 dans le Salon des Tapisseries de Hôtel de ville de Paris sa première collection inscrite au calendrier officiel de la Fashion Week de Paris baptisée « Part 1 ».
Son second défilé, pour la collection automne-hiver 2015-2016, prend place à l'Institut du monde arabe le 3 mars 2015.
En 2015, Léa Peckre remporte avec sa collection printemps-été 2015 le Prix des Premières Collections de l'Andam.
Depuis septembre 2015, Léa Peckre est responsable de la filière Design Mode et Accessoires à la Haute École d'Art et de Design (HEAD) de Genève.